# Arthur Holmes Howell
Arthur Holmes Howell (* 3. Mai 1872 in Lake Grove, New York; † 10. Juli 1940 in Washington, D.C.) war ein amerikanischer Zoologe, der sich hauptsächlich mit Vögeln und Säugetieren befasste.

## Leben und Wirken
Arthur Holmes Howell war der Sohn von Elbert Richard und Ann (Judson Holmes) Howell. Nach der Highschool arbeitete er als Beamter, verbrachte aber den Großteil seiner Freizeit mit Vogelbeobachtungen. Dabei sammelte er auch die Nester und Eier der Tiere und begann mit der Herstellung von Bälgern.
1888 machte er Bekanntschaft mit William Dutcher, der ihn einlud der Linnean Society of New York beizutreten. Howell tat dies und wurde 1892 für zwei Jahre zum Sekretär dieser Gesellschaft gewählt. 1889 trat Howell auch der American Ornithologists’ Union bei. In beiden Gesellschaften traf Howell auf viele Naturwissenschaftler, unter ihnen Vernon Orlando Bailey, welcher Howell als Feldassistenten anheuerte. Ab 1896 arbeitete Howell als Kurator in Washington, D.C. an der Division of Biologias Survey, wo er hauptsächlich für Säugetiere zuständig war. Während dieser Zeit erlangte er große Bekanntheit in der Zoologie und wurde 1930 als akademisches Mitglied für die American Ornithologists’ Union gewählt. Unter anderem besuchte er im August 1898 die Great Gull Island und bestätigte, dass dort die Gull-Wiesenwühlmaus (Microtus pennsylvanicus nesophilus) ausgestorben war.
Im Mai 1940 ging Howell in Rente, erlitt kurz darauf eine Gehirnblutung und verstarb am 10. Juli 1940.
Zu Lebzeiten publizierte Howell über 80 wissenschaftliche Arbeiten und zahlreiche Bücher über Vögel und Säugetiere, darunter „Birds of Arkansas“ (1911), „Birds of Alabama“ (1924) und „Florida bird life“ (1932). Zu seinen bedeutendsten Werken gehören Arbeiten zur Interaktion von Vögeln mit dem Baumwollkapselkäfer (Anthonomus grandis), einem wichtigen Schädling der Baumwollpflanze. Zudem ist er Erstbeschreiber von 83 Säugetierarten, darunter das Graue Mausohr (Myotis grisens) und der Rotschwanz-Chipmunk (Tamias ruficaudus).